# Южный Вертный
Южный Вертный — река в России, протекает по Республике Коми по территории района Печора. Длина реки составляет 38 км.

## География
Начинается в заболоченной тайге. В верховьях течёт на север и иго-запад, затем приобретает северо-западное направление течения. По берегам реки встречаются обрывы высотой до 15 м. Ширина реки в верхнем течении — 16 м при глубине 0,3 м; в низовьях — 10 м и 0,6 м соответственно. Устье реки находится в 22 км по левому берегу Вертного.
Основной приток — Крученый, впадает справа в 10 км от устья.

## Этимология гидронима
От глагола вертеться, вертеть «поворачиваться из стороны в сторону, меняя положение».

## Данные водного реестра
По данным государственного водного реестра России относится к Двинско-Печорскому бассейновому округу, водохозяйственный участок реки — Печора от водомерного поста у посёлка Шердино до впадения реки Уса, речной подбассейн реки — бассейны притоков Печоры до впадения Усы. Речной бассейн реки — Печора.
Код объекта в государственном водном реестре — 03050100212103000063306.